# Seelyville
Seelyville is een plaats (town) in de Amerikaanse staat Indiana, en valt bestuurlijk gezien onder Vigo County.

## Demografie
Bij de volkstelling in 2000 werd het aantal inwoners vastgesteld op 1182.
In 2006 is het aantal inwoners door het United States Census Bureau geschat op 1144, een daling van 38 (-3,2%).

## Geografie
Volgens het United States Census Bureau beslaat de plaats een oppervlakte van
2,2 km², geheel bestaande uit land. Seelyville ligt op ongeveer 180 m boven zeeniveau.

## Plaatsen in de nabije omgeving
De onderstaande figuur toont nabijgelegen plaatsen in een straal van 16 km rond Seelyville.